# Theodor Friedrich Klitsche de la Grange
Theodor Friedrich Klitsche de la Grange (Magdeburgo, 28 marzo 1799 – Roma, 26 agosto 1868) è stato un militare, diplomatico, giornalista, scrittore ed educatore prussiano, naturalizzato napolitano.

## Biografia
Figlio naturale del principe Luigi Ferdinando di Prussia e della contessa cattolica Maria Adelaide de la Grange, secondo alcune fonti sposati morganaticamente.
Dopo aver combattuto la campagna militare del 1815 contro Napoleone, perse il sostegno del re Federico Guglielmo III di Prussia per essersi convertito al cattolicesimo.
Dal 1826 visse a Roma dove fu agente diplomatico per il Duca Ferdinando Federico di Anhalt-Köthen fino al 1830; successivamente divenne capitano nello stato maggiore pontificio; dal 1855 visse a Caserta. Nel 1860 fu colonnello e comandante di brigata del re Francesco II delle Due Sicilie e combatté contro le forze piemontesi e i garibaldini, organizzando una spedizione in Abruzzo.
Quando Francesco II delle Due Sicilie si ritirò a Gaeta tornò a Roma, dove morì.
Ha sposato Teresa Costanzi, da cui ha avuto sette figli:
- Eugenia Klitsche de la Grange
- Antonietta Klitsche de la Grange, scrittrice
- Adolfo Klitsche de la Grange, ingegnere minerario, nato il 20/10/1836
- Adelaide Klitsche de la Grange
- Paolina Klitsche de la Grange
- Giulia Klitsche de la Grange
- Ida Klitsche de la Grange.

## Ascendenza
|                                                 |   |                                               | Genitori                                     |  |  | Nonni |  |  | Bisnonni                           |  |  | Trisnonni                 |  |
|                                                 |   |                                               |                                              |  |  |       |  |  | 8. Federico Guglielmo I di Prussia |  |  | 16. Federico I di Prussia |  |
|                                                 |   |                                               |                                              |  |  |       |  |  | 8. Federico Guglielmo I di Prussia |  |  | 16. Federico I di Prussia |  |
|                                                 |   | 17. Sofia Carlotta di Hannover                |                                              |  |  |       |  |  | 8. Federico Guglielmo I di Prussia |  |  |                           |  |
| 4. Augusto Ferdinando di Prussia                |   |                                               |                                              |  |  |       |  |  | 8. Federico Guglielmo I di Prussia |  |  |                           |  |
|                                                 |   | 9. Sofia Dorotea di Hannover                  | 18. Giorgio I di Gran Bretagna               |  |  |       |  |  |                                    |  |  |                           |  |
|                                                 |   | 9. Sofia Dorotea di Hannover                  | 18. Giorgio I di Gran Bretagna               |  |  |       |  |  |                                    |  |  |                           |  |
|                                                 |   | 9. Sofia Dorotea di Hannover                  | 19. Sofia Dorotea di Celle                   |  |  |       |  |  |                                    |  |  |                           |  |
| 2. Luigi Ferdinando di Prussia                  |   | 9. Sofia Dorotea di Hannover                  |                                              |  |  |       |  |  |                                    |  |  |                           |  |
|                                                 |   | 10. Federico Guglielmo di Brandeburgo-Schwedt | 20. Filippo Guglielmo di Brandeburgo-Schwedt |  |  |       |  |  |                                    |  |  |                           |  |
|                                                 |   | 10. Federico Guglielmo di Brandeburgo-Schwedt | 20. Filippo Guglielmo di Brandeburgo-Schwedt |  |  |       |  |  |                                    |  |  |                           |  |
|                                                 |   | 10. Federico Guglielmo di Brandeburgo-Schwedt | 21. Giovanna Carlotta di Anhalt-Dessau       |  |  |       |  |  |                                    |  |  |                           |  |
| 5. Anna Elisabetta Luisa di Brandeburgo-Schwedt |   | 10. Federico Guglielmo di Brandeburgo-Schwedt |                                              |  |  |       |  |  |                                    |  |  |                           |  |
|                                                 |   | 11. Sofia Dorotea di Prussia                  | 22. Federico Guglielmo I di Prussia          |  |  |       |  |  |                                    |  |  |                           |  |
|                                                 |   | 11. Sofia Dorotea di Prussia                  | 22. Federico Guglielmo I di Prussia          |  |  |       |  |  |                                    |  |  |                           |  |
|                                                 |   | 11. Sofia Dorotea di Prussia                  | 23. Sofia Dorotea di Hannover                |  |  |       |  |  |                                    |  |  |                           |  |
| 1. Theodor Friedrich Klitsche de la Grange      |   | 11. Sofia Dorotea di Prussia                  |                                              |  |  |       |  |  |                                    |  |  |                           |  |
|                                                 | … | …                                             |                                              |  |  |       |  |  |                                    |  |  |                           |  |
|                                                 | … | …                                             |                                              |  |  |       |  |  |                                    |  |  |                           |  |
|                                                 | … | …                                             |                                              |  |  |       |  |  |                                    |  |  |                           |  |
| …                                               | … |                                               |                                              |  |  |       |  |  |                                    |  |  |                           |  |
|                                                 |   | …                                             | …                                            |  |  |       |  |  |                                    |  |  |                           |  |
|                                                 |   | …                                             | …                                            |  |  |       |  |  |                                    |  |  |                           |  |
|                                                 |   | …                                             | …                                            |  |  |       |  |  |                                    |  |  |                           |  |
| 3. Marie Adelaide de la Grange                  |   | …                                             |                                              |  |  |       |  |  |                                    |  |  |                           |  |
|                                                 |   | …                                             | …                                            |  |  |       |  |  |                                    |  |  |                           |  |
|                                                 |   | …                                             | …                                            |  |  |       |  |  |                                    |  |  |                           |  |
|                                                 |   | …                                             | …                                            |  |  |       |  |  |                                    |  |  |                           |  |
| …                                               |   | …                                             |                                              |  |  |       |  |  |                                    |  |  |                           |  |
|                                                 |   | …                                             | …                                            |  |  |       |  |  |                                    |  |  |                           |  |
|                                                 |   | …                                             | …                                            |  |  |       |  |  |                                    |  |  |                           |  |
|                                                 |   | …                                             | …                                            |  |  |       |  |  |                                    |  |  |                           |  |
|                                                 |   | …                                             |                                              |  |  |       |  |  |                                    |  |  |                           |  |